# Euconodonta
Infra-classe
Synonymes
- Conodontophorida Eichenberg, 1930 sensu Lindström, 1970

Les Euconodontes (Euconodonta en latin, terme signifiant « conodontes vrais ») forment une infra-classe de poissons fossiles agnathes.
Le terme Euconodonta est mis en synonymie de « Conodonti » par Sweet et Donoghue dans leur article de 2001 mais cet usage n'est pas largement accepté.

## Éléments et appareils
Leurs éléments sont formés de francolite.

## Phylogénie
▲

 └─o Conodonta (éteint)

     ├─? Paraconodontida (éteint)

     └─o Euconodonta (éteint)

         ├─o Proconodontida (éteint)

         └─o Conodonti (éteint)

             ├─o Protopanderodontida (éteint)

             └─o Prioniodontida (éteint)

Les euconodontes sont le taxon-frère des paraconodontes. Ils comprennent les deux sous-groupes des Proconodontida et des Conodonti.